# (4102) Gergana
(4102) Gergana (1988 TE3) – planetoida z pasa głównego asteroid okrążająca Słońce w ciągu 5,25 lat w średniej odległości 3,02 j.a. Odkryta 15 października 1988 roku.